# 台灣地區人民
在中華民國法律中，台灣地區人民是在中華民國自由地區設有戶籍的人民，又稱居住臺灣地區設有戶籍國民，與台灣地區無戶籍國民皆為中華民國國民。擁有中華民國國籍，享有完整《中華民國憲法》與中華民國法律保障的完整公民權。這個名稱在1945年中華民國統治台灣後出現，在1991年通過《中華民國憲法增修條文》後法制化。

## 概論
1945年中華民國統治台灣時，台灣地區人民原指在台灣省生活的中華民國國民。在中華人民共和國於1949年建國後，與退居台灣的中華民國分離，台灣地區人民意指在中華民國自由地區生活的中華民國國民。在1991年通過《中華民國憲法增修條文》後，將中華民國的統治權限縮於自由地區，授權政府以法律限制大陸地區人民的權益。1992年通過《臺灣地區與大陸地區人民關係條例》，定義大陸地區人民的權利，也因此定義了台灣地區人民。
台灣地區為中華民國統治權力所及的地區，台灣地區人民為在台灣地區擁有戶籍的人民。台灣地區人民根據《中華民國國籍法》擁有中華民國國籍，須依法繳稅與服兵役，享有投票與被選舉權等公民權。